# Meridiano 170 W
O meridiano 170 W é um meridiano que, partindo do Polo Norte, atravessa o Oceano Ártico, Ásia, Oceano Pacífico, Oceano Antártico, Antártida e chega ao Polo Sul. Forma um círculo máximo com o Meridiano 10 E.
Começando no Polo Norte, o meridiano 170º Oeste tem os seguintes cruzamentos:
| País, território ou mar | Notas |
| ----------------------- | --- |
| Oceano Ártico           | |
| Mar de Chukchi          | |
| Rússia                  | Okrug Autónomo de Chukotka - Península de Chukchi                                                                     |
| Mar de Bering           | |
| Estados Unidos          | Ilha de São Lourenço, Alasca                                                                                          |
| Mar de Bering           | Passa a leste da Ilha St. Paul, Alasca, Estados Unidos · Passa a oeste da Ilha St. George, Alasca, Estados Unidos<br/ |
| Estados Unidos          | Ilha Carlisle e Ilha Chuginadak, Alasca                                                                               |
| Oceano Pacífico         | Passa, embora longe, entre as ilhas Tutuila e Ofu-Olosega, Samoa Americana · Passa a oeste de Niue                    |
| Oceano Antártico        | |
| Antártida               | Dependência de Ross, reclamada pela Nova Zelândia                                                                     |